# Predators (film)
Predators is een Amerikaanse sciencefiction/horrorfilm uit 2010, geregisseerd door Nimród Antal. Hoofdrollen worden vertolkt door Adrien Brody, Topher Grace, Alice Braga, Laurence Fishburne, Danny Trejo en Derek Mears als de Predator.
De film is een vervolg op de film Predator uit 1987 en een semi-vervolg op Predator 2 uit 1990. De film negeert de gebeurtenissen van de twee Alien vs. Predator-films. De titel van de film (Roofdieren) heeft volgens producer Robert Rodriguez een dubbele betekenis, daar het zowel kan slaan op de monsters uit de film als de mensen die tegen hen vechten.

## Verhaal
De film begint 23 jaar na de gebeurtenissen uit de eerste film. Royce, een voormalig Amerikaans soldaat die nu werkt als huurling, wordt wakker tijdens een vrije val boven een jungle. Na zijn landing wordt hij geconfronteerd met een aantal zwaar bewapende mensen: Nikolai (een Russische Spetsnaz-soldaat), Cuchillo (een Mexicaanse crimineel van het Los Zetas-drugskartel), Isabelle (een scherpschutter uit het Israëlische defensieleger - in feite een lid van de CIA), Mombasa (een RUF-officier), Stans (een Amerikaanse ter dood veroordeelde crimineel uit San Quentin), Hanzo (een lid van de Yakuza) en Edwin (een Amerikaanse dokter). Geen van allen weten ze waar ze zijn of hoe ze hier zijn beland. Ze besluiten bij elkaar te blijven, en samen de bewoonde wereld te bereiken.
De groep komt al snel in aanraking met een aantal boobytraps en wordt aangevallen door vreemde, hondachtige wezens. Langzaam wordt het voor de groep duidelijk dat ze niet meer op aarde zijn, maar op een andere planeet die door de Predators wordt gebruikt voor jachtpartijen. Zij zijn de prooien. Cuchillo wordt als eerste slachtoffer van de Predators.
Royce leidt de groep naar een Predatorkamp, waar ze een gevangen Predator vinden die vastgebonden is aan een totempaal. Al snel arriveren meer Predators en Mombasa wordt door hen gedood. De rest van de groep kan ontsnappen via een rivier. Ze komen een Amerikaanse soldaat genaamd Noland tegen, die al jaren op deze planeet verblijft en zich al die tijd heeft schuilgehouden in een verlaten boorplatform. Hij bevestigt het vermoeden van de groep dat ze allemaal van de aarde naar hier zijn gehaald omdat de Predators hen als sterke prooien zien die een uitdaging vormen om op te jagen. Hij vertelt hen ook dat er op de planeet een bloedige vete gaande is tussen twee clans van Predators: de klassieke Predators (uit de vorige films) en een groep van grotere, meer agressieve “Superpredators”, waarvan drie leden momenteel op de groep jagen. Noland vertelt de groep ten slotte de locatie van een schip waarmee de Predators de planeet bezoeken. Royce besluit de gevangen klassieke Predator uit het kamp te bevrijden in de hoop dat hij hen dan zal helpen daar ze een gemeenschappelijke vijand hebben in de Superpredators.
Die nacht probeert Noland de groep te vermoorden voor hun spullen. Om aan Noland te ontkomen trekt Royce de aandacht van de Predators, die Noland meteen opjagen en doden. Nikolai offert zichzelf op om met een explosief een Superpredator te doden. Hanzo gaat met een samoeraizwaard het gevecht aan met een andere Superpredator, en weet deze te verslaan ten koste van zijn eigen leven. Edwin komt vast te zitten in een val en Isabelle weigert hem achter te laten. Royce bereikt daardoor als enige het kamp en bevrijdt de gevangen Predator. Ondertussen worden Isabelle en Edwin door de laatste nog overgebleven Superpredator in een put geworpen. Daar trekt Edwin plotseling een mes en onthult dat hij in werkelijkheid een seriemoordenaar is. Hij wil op de planeet blijven en net zo worden als de Predators.
De bevrijde Predator activeert het ruimteschip voor Royce en gaat het gevecht met de Superpredator aan. De Superpredator is te sterk en de klassieke Predator wordt gedood. Daarna blaast de Superpredator via een afstandsbediening het schip op om er zeker van te zijn dat niemand zal ontkomen. Royce was nog niet aan boord van het schip en overleeft daardoor de explosie. Hij keert terug naar de put, en is net op tijd om Edwin ervan te weerhouden Isabelle te doden. Hij bevestigt enkele granaten aan Edwin en gebruikt hem als aas om de Superpredator in een hinderlaag te lokken. Royce slaagt er na een gevecht in de laatste Superpredator te doden.
Aan het eind van de film besluiten Royce en Isabelle een nieuwe manier te zoeken om de planeet te verlaten, terwijl ondertussen nieuwe mensen en inwoners van andere planeten in de jungle worden losgelaten voor de jacht.

## Rolverdeling
- Adrien Brody - Royce
- Alice Braga - Isabelle
- Topher Grace - Edwin
- Oleg Taktarov - Nikolai
- Walton Goggins - Stans
- Louis Ozawa Changchien - Hanzo
- Mahershalalhashbaz Ali - Mombasa
- Danny Trejo - Cuchillo
- Laurence Fishburne - Noland
- Brian Steele - Berzerker "Mr. Black"-predator
- Carey Jones - "Tracker"-predator
- Derek Mears - "klassieke" predator

## Achtergrond

### Ontwikkeling
Predators werd ontwikkeld door Robert Rodriguez, en geschreven door Alex Litvak en Michael Finch. In 1994 schreef Rodriguez al een scenario voor een mogelijke nieuwe Predator-film voor 20th Century Fox. Dit scenario werd echter afgekeurd omdat het budget voor het maken van de film te hoog zou worden. 15 jaar later besliste de studio om deze film toch te maken.
In 2009 zocht 20th Century Fox-vertegenwoordiger Alex Young contact met Rodriguez om zijn scenario te heroverwegen voor een nieuwe Predator-film. De film werd geproduceerd in Rodriguez' Troublemaker Studios zodat Rodriguez meer invloed kon uitoefenen op het uiteindelijke resultaat. Oorspronkelijk leek het erop dat Rodriguez de film ook zou regisseren, maar op 1 juli 2009 werd Nimród Antal aangewezen als regisseur.
Rodriguez en Antal wilden van Predators een vervolg maken op enkel de originele Predator-film en Predator 2 zo veel mogelijk buiten beschouwing laten.

### Productie
Volgens Robert Rodriguez was het belangrijkste aan de film het vinden van goede personages waar het publiek zich mee kon identificeren. Elk personage moest volgens hem lijken alsof hij/zij de hoofdpersoon van een eigen verhaal kon worden. Informatie over de acteurs werd pas een paar weken voor de opnames begonnen vrijgegeven. Rodriguez had tevens graag Arnold Schwarzenegger in de film gezien in een cameo van zijn rol uit de originele Predator-film, maar dat bleek niet mogelijk.
Predators werd in 2D opgenomen. De opnames namen in totaal 53 dagen in beslag, beginnend op 28 september 2009.
Buitenopnames vonden vooral plaats op Kolekole, Hawaï. Hier werd in totaal 22 dagen gefilmd. De binnenscènes zijn opgenomen in Robert Rodriguez’ studio in Austin, Texas. 60% van de film werd in Texas opgenomen.
Howard Berger en Greg Nicotero namen het stokje over van Tom Woodruff Jr. en Alec Gillis (die meewerkten aan de films Alien vs. Predator en Aliens vs. Predator: Requiem) voor het ontwerpen van de Predators. Berger, die samen met Winston ook aan de originale Predator-film had meegewerkt, wilde de Predator er weer zo veel mogelijk uit laten zien als in de eerste film.

### Muziek
Bij aanvang van de productie leek het erop dat Alan Silvestri, de componist van de soundtrack van de originele Predator-film, ook de soundtrack voor Predators zou componeren. Dat bleek echter een gerucht. De soundtrack is gecomponeerd door John Debney, die al eerder met Rodriguez samenwerkte aan de films Spy Kids en Sin City.
De soundtrack is uitgebracht door La-La Land Records.

### Reclamecampagne
Op 9 juni 2010 publiceerde Dark Horse Comics een vierdelige stripserie gebaseerd op de film als onderdeel van de reclamecampagne. De strips doen dienst als respectievelijk voorloper, bewerking en vervolg op de film. De strips geven meer inzicht in de achtergrond van de personages.
NECA bracht op 9 juni 2010 een reeks actiefiguurtjes uit om de film te promoten.

### Uitgave en ontvangst
Predators ging internationaal op 8 juli 2010 in première, en in de Verenigde Staten een dag later. Daar opende de film de eerste dag met een opbrengst van 10 miljoen dollar. Het eerste weekend bedroeg de opbrengst 25,3 miljoen dollar. Op 13 juli 2010 had de film zijn budget reeds terugverdiend.
De reacties van critici op de film waren gemengd tot positief. Op Rotten Tomatoes scoorde de film 63% aan goede beoordelingen. Op Metacritic kreeg de film een gemiddelde beoordeling van 51.